# San José el Carmen
San José el Carmen är en ort i Mexiko.   Den ligger i kommunen San Cristobal De Casas och delstaten Chiapas, i den sydöstra delen av landet, 800 km öster om huvudstaden Mexico City. San José el Carmen ligger 2 289 meter över havet och antalet invånare är 105.
Terrängen runt San José el Carmen är kuperad åt nordost, men åt sydväst är den bergig. Runt San José el Carmen är det tätbefolkat, med 459 invånare per kvadratkilometer. Närmaste större samhälle är San Cristóbal de las Casas, 7,1 km norr om San José el Carmen. I omgivningarna runt San José el Carmen växer i huvudsak städsegrön lövskog.